# Irena Jagielska (łączniczka)
Irena Jagielska (Irena Jagielska-Nowak), ps. „Ewa”, „Ola”, „Mira”, „Wanda”, zam. Nowak; ur. 21 maja 1924 w Kuśnierzu, zm. 8 grudnia 2006 w północnej Walii – łączniczka, kurierka sztabu Okręgu Pomorze Armii Krajowej, następnie Delegatury Sił Zbrojnych na Kraj i Zrzeszenia „Wolność i Niezawisłość”.

## Biografia
Urodziła się 21 maja 1924 roku w Kuśnierzu, w powiecie Strzelno. Jej biologicznymi rodzicami byli Witold Aleksander Wolkowski i Izabela z d. Zamojska. Miała dwóch braci: Jarosława i Kazimierza. Aleksander Wolkowski został z synami rozstrzelany przez bolszewików. Izabela Wolkowska zmarła w Toruniu, wkrótce po urodzeniu córki. Irenę Jagielską adoptowali Kazimierz Jagielski i jego żona Ewa z d. Pląder. Z przybranymi rodzicami zamieszkała na Podgórzu. Prawdę o rodzinie poznała w 1938 roku.
Ukończyła szkołę podstawową na Podgórzu. W roku szkolnym 1937/1938 uczyła się w Prywatnym Gimnazjum Marii Eckmanowej w Toruniu. W 1938 roku zgłosiła się do żywych torped. Otrzymała od władz wojskowych podziękowanie i zachętę do kontynuowania nauki. W czasie okupacji rodzina Jagielskich została wysiedlona. Zamieszkała w budynku przy ul. Złotej w Toruniu. W lutym 1940 roku pracowała u Niemki, odbywając tym samym karę za nieustąpienie Niemcowi miejsca na chodniku. 8 czerwca 1940 roku została złapana podczas łapanki ulicznej. Wywieziono ją na roboty rolne do Nowego Stawu. Została zwolniona w listopadzie 1940 roku. Od 1 sierpnia 1941 roku pracowała jako ekspedientka w sklepie dziewiarskim Leonarda Buchnera na Starym Mieście w Toruniu. W styczniu 1943 roku rozpoczęła pracę na poczcie na Dworcu Głównym w Toruniu.
Na przełomie 1939 i 1940 roku wraz z Heleną Jankowską i Łucją Hincówną prowadziła tajne nauczanie oraz ukrywała książki z zlikwidowanej przez Niemców biblioteki 31 Pułku Artylerii Lekkiej. Do konspiracji została wprowadzona w 1942 roku przez referentkę Wojskowej Służby Kobiet (WSK) Garnizonu Armii Krajowej Toruń, formalne zaprzysiężenie miało miejsce we wrześniu 1943 roku przez Bolesławę Kalińską ps. „Lula”. Od czerwca 1942 do września 1945 była odpowiednio: łączniczką w Inspektoracie Armii Krajowej Toruń, kurierką sztabu Okręgu Pomorze Armii Krajowej, Delegatury Sił Zbrojnych na Kraj (DSZ) i Zrzeszenia Wolność i Niezawisłość (WiN). Odbywała podróże kurierskie na terenie Pomorza i okolic, m.in. do Brodnicy, Bydgoszczy, Chełmna, Chojnic, Gdyni, Golubia, Grudziądza, Inowrocławia, Jabłonowa Pomorskiego, Kowalewa Pomorskiego, Lipna, Pelplina, Piły, Świecia, Tczewa, Wąbrzeźna, Włocławka.
Została wybrana na kurierkę ze względu na operatywność, skuteczność działania oraz doskonałą znajomość języka niemieckiego. Podczas swojej działalności legitymowała się niemieckimi dokumentami na różne nazwiska. Prowadziła obserwację transportów wojskowych, przewoziła pocztę konspiracyjną, zdobyła 12 sztuk niemieckiej broń (m.in wykorzystując tłok w autobusach odcinała żyletką kabury z pistoletami), która następnie przekazywała do Armii Krajowej, ponadto jako pracownik poczty przechwytywała anonimowe donosy do gestapo oraz nielegalnie zdobywała różne blankiety, legitymacje i formularze. Podejrzane listy przekazywała swojej matce, mieszkającej przy ul. Złotej 3 w Toruniu oraz sąsiadce Bolesławie Kalińskiej. Organizowała pomoc dla jeńców ze Stalagu XX A. W domu przy ul. Złotej organizowała szkolenia członkiń sekcji sanitarnej WSK.
Według zachowanych relacji wykazywała się bardzo dużą brawurą. W grudniu 1943 roku wyjechała do Poznania i Gniezna. Podczas wyprawy zdobyła od „Ryksy” (imię i nazwisko nieznane) film o więzieniach i obozach koncentracyjnych. Jagielska zawiozła nagranie do przychodni lekarskiej dr. Mahhofera w Malborku, gdzie pracowała „Aldona” (imię i nazwisko nieznane), za której pośrednictwem filmy trafiły do Szwecji. Wiosną 1944 roku przeszła przez most obstawiony przez gestapo po ucieczce więźniów z toruńskiego aresztu. Ponadto przekazała szefowi wywiadu Franciszkowi Bendigowi raport Jana Belaua dotyczący współpracującego z gestapo agenta „Grota” (prawdopodobnie Edwarda Rudzkiego).
W wyniku donosu B. Kalińskiej w czerwcu 1944 roku opuściła Toruń. Wraz z Janem Pałubickim ps. „Janusz”, Aleksandrem Schulzem ps. „Michał”, Leszkiem Białym ps. „Jakub” oraz Jadwigą Derucką ps. „Maria” została przerzucona samochodem wojskowym do Bydgoszczy. Ukrywała się w Bydgoszczy oraz w Nawrze.  W sierpniu 1944 roku przywiozła z Nawry archiwum wywiadu po aresztowaniu Franciszka Bendiga. Jesienią 1944 roku odebrała od Romana Trägera z organizacji „Miecz i Pług” zaszyfrowane materiały wywiadowcze. Pod koniec 1944 roku poruszała się między Brodnicą, Bydgoszczą (do Jana Pałubickiego) i Kruszynami Szlacheckim (do kwatery szefa sztabu Jana Chylińskiego, krypt. „Maliny”). Na przełomie 1944 i 1945 roku rozwoziła rozkaz Jana Chylińskiego nakazujący zakończenie działalności podziemnej w chwili zajęcia terenu przez wojska ZSRR, zalecając jednocześnie obsadzenie stanowisk państwowych.
W 1945 roku kontynuowała działalność niepodległościową w DSZ i WiN. Pracowała dla komendanta Okręgu Pomorskiego DSZ Jana Chylińskiego, po jego aresztowaniu w sierpniu 1945 roku dla jego zastępcy Józefa Grussa. W marcu 1945 roku wyjechała do Radomia do adwokata Edmunda Masiaka, w celu zapoznania się z instrukcjami dotyczącymi zawiązania się nowej konspiracji. Wracając, 6 marca w Łodzi została aresztowana przez Urząd Bezpieczeństwa Publicznego (UBP). Przez dwa tygodnie była brutalnie przesłuchiwana – była m.in. przypalana papierosem, wieszana na hakach, trzymana w zimnej wodzie, bita po stopach. Próbowała popełnić samobójstwo, podcinając sobie żyły, została jednak odratowana. 23 marca zdołała uciec i wrócić do Bydgoszczy. W kwietniu zajmowała się szyfrowaniem i rozszyfrowywaniem meldunków, pilotowała oficerów wracając z obozów jenieckich i obozu koncentracyjnego Stutthof. Podczas jednej z wypraw na Wybrzeże Gdańskie uniknęła ponownego aresztowania przez UBP.
Zagrożona aresztowaniem opuściła Polskę. 4 kwietnia 1946 roku przybyła do brytyjskiej strefy w Hildesheim. W lipcu 1946 roku wyjechała do Włoch, gdzie pracowała w sekretariacie ośrodka rodzin wojskowych. W październiku 1946 roku wyjechała do Wielkiej Brytanii. Tam wyszła za mąż za Edwarda Nowaka, oficera II Korpusu. Małżeństwo zamieszkało w Leicester.
W latach 90. często przyjeżdżała do Polski. Współpracowała z gen. Elżbietą Zawacką (kontakt nawiązały w 1976 roku) i prof. Bogdanem Chrzanowskim, wspierała prowadzoną przez Zawacką Fundację Archiwum Pomorskie Armii Krajowej (ob. Fundacja Generał Elżbiety Zawackiej).
W wyniku gwałtownego pogorszenia się stanu zdrowia, wraz z mężem sprzedała dom i przeniosła się do szpitala-ośrodka dla emerytów w północnej Walii. Zmarła 8 grudnia 2006 roku. Została pochowana w Gwynedd, obok polskich lotników. Jej mąż zmarł 9 lutego 2016 roku.
Została odznaczona Krzyżem Walecznych, Srebrnym Krzyżem Zasługi, Medalem Wojska (trzykrotnie), Krzyżem Armii Krajowej.
W 2020 roku Fundacja Generał Elżbiety Zawackiej wydała zbiór wspomnień Ireny Jagielskiej ‘’Wspomnienia łączniczki Komendy Okręgu Pomorskiego Armii Krajowej (1943–1945)’’, w opracowaniu Bogdana Chrzanowskiego. Książka obejmuje wspomnienia w latach 1943–1945.